# Gmina Tuplice
Die Gmina Tuplice ist eine Landgemeinde im Powiat Żarski der Woiwodschaft Lebus in Polen. Ihr Sitz ist das gleichnamige Dorf (deutsch Teuplitz, obersorbisch Wjelike Tuplice) mit etwa 1500 Einwohnern.

## Geographie
Der größte Teil der Gemeinde gehört zum polnischen Teil der Niederlausitz. Die deutsche Grenze  ist etwa sechs, die Stadt Forst zwölf Kilometer entfernt. Von fast 66 km² Gemeindefläche werden 34 Prozent land- und 54 Prozent forstwirtschaftlich genutzt.

## Geschichte
In Schniebinchen (poln. Świbinki) gab es 1938–1939 ein Hachschara-Lager für junge Juden. Die Vermittlung landwirtschaftlicher Kenntnisse war Vorbereitung auf eine Auswanderung.

## Gliederung

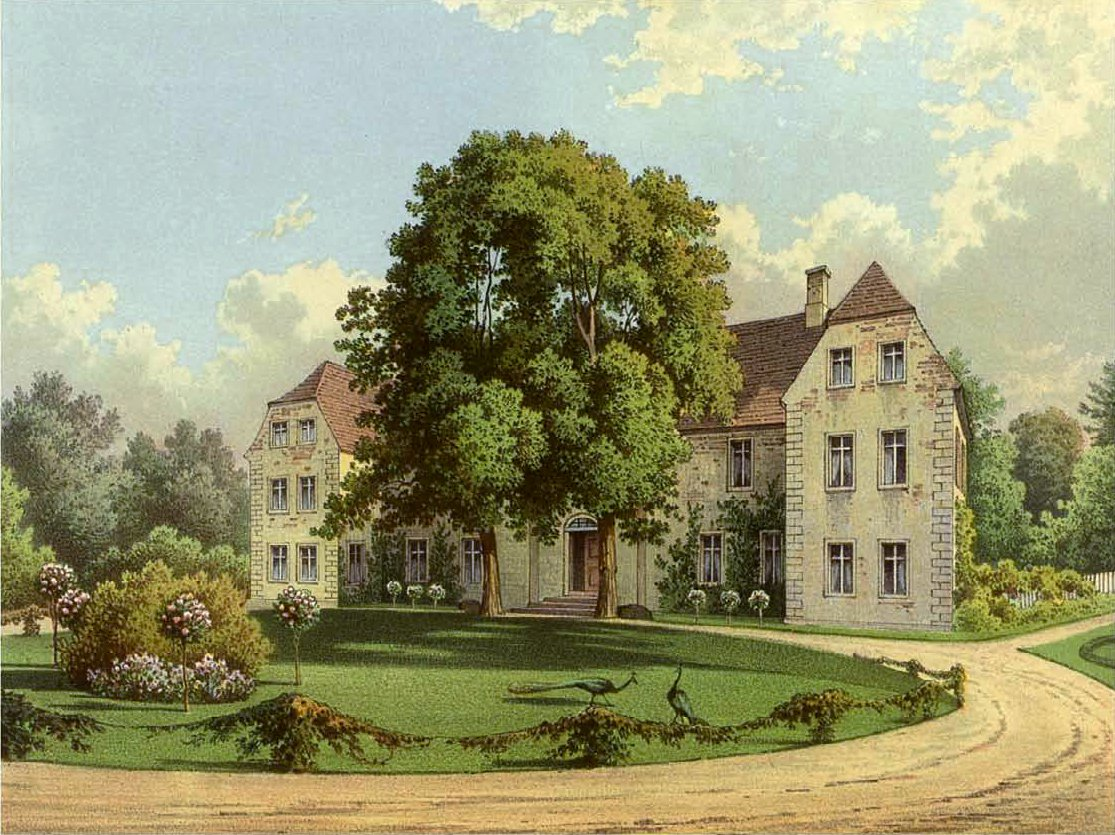
Rittergut Zilmsdorf um 1860, Sammlung Alexander Duncker

Die Landgemeinde (gmina wiejska) Tuplice umfasst 13 Dörfer mit Schulzenämtern und eine kleinere Ortschaft.
- Chełmica (Helmsdorf),
- Chlebice (Wiesenthal),
- Cielmów (Zilmsdorf),
- Czerna (Tzscheeren, 1937–1945 Grünaue),
- Drzeniów (Drehne),
- Grabów (Grabow),
- Gręzawa (Pokuschel, 1937–1945 Rotfelde),
- Jagłowice (Jocksdorf),
- Łazy (Läsgen),
- Matuszowice (Matzdorf),
- Nowa Rola (Niewerle),
- Świbinki (Schniebinchen),
- Tuplice (Teuplitz)

Die Siedlung Grabówek (Klein Grabow) hat kein Schulzenamt.

## Persönlichkeiten
- Karl Friedrich Erdmann von Kracht (1776–1856), preußischer Generalleutnant; geboren in Helmsdorf
- Benno Hann von Weyhern (1798–1873), preußischer Generalleutnant; geboren in Helmsdorf
- Max von Kluge (1856–1934), preußischer Generalleutnant; geboren in Schniebinchen
- Ullrich Koinzer (* 1940), Fußballspieler; geboren in Drehne.